# Myomorpha
Podred Myomorpha sadrži 1.524 vrsta glodara nalik mišu, skoro četvrtinu svih vrsta sisara. Uključeni su miševi, pacovi, gerbili, hrčci, lemingi i voluharice. Grupisani su prema građi čeljusti i molarnih zuba. Odlikuje ih miomorfni zigomasterični sistem, što znači da su im i medijalni i bočni žvačni mišići pomereni napred, što ih čini veštim u glodanju.

## Literatura
- Carleton, M. D. and G. G. Musser. 2005. Order Rodentia. Pp745–752 in Mammal Species of the World A Taxonomic and Geographic Reference (D. E. Wilson and D. M. Reeder eds.). Baltimore, Johns Hopkins University Press.
- Clutton-Brock, Juliet (ed.). 2004. Mouse-like Rodents. Pp150–159 in Animal (David Burnley ed.). London, Dorling Kindersley.